# Otto Rohweder
Otto Rohweder (19 de noviembre de 1919) es un botánico suizo, que investigó la flora salvadoreña.

## Algunas publicaciones
- 1953.  Neue Bromeliaceen und Commelinaceen aus El Salvador (Zentral-Amerika).
- 1962.  Zur systematischen Stellung der Commelinaceen-Gattung Commclinantia Tharp. 6 p.
- 1963.  "One-sided" and "two-sided" cincinni in the Commelinaceae: a correction.
- 1967.  Centrospermen-Studien.
- 1969.  Mitteilungen aus dem Botanischen Museum der Universität Zürich: Mit Anm. zur Begrenzg u. Gliederg d. Familie. Beiträge zur Blütenmorphologie u. -anatomie d. Commelinaceen, vol. 237 (Mensajes del Museo Botánico de la Universidad de Zúrich: Nota para Begrenzg y Gliederg familia d.. Contribuciones a la morfología floral y la anatomía, D. Commelinaceen, v. 237. 22 p.
- 1973.  Angiospermen - Morphologie - Ergebnis oder Ausgangspunkt phylogenetischer Hypothesen? (angiospermas - morfología - resultado o punto de partida de las hipótesis filogenéticas?

### Libros
- 1956.  Die Farinosae in der Vegetation von El Salvador. Ed. Cram, De Gruyter. 197 p. ISBN 3-11-005274-1.
- 1963.  Anatomische und histogenetische Untersuchungen an Laubsprossen und Blüten der Commelinaceen (Estudios anatómicos e histogenéticos en brotes de hojas y flores de las Commelináceas). Ed. Schweizerbart. 99 p.
- 1972.  Das Andröcium der Malvales und der "Konservativismus" des Leitgewebes (El Androceo de Malvales y el "conservadurismo" de las vasculares). Ed. Botan. Museum. 167 p.
- otto Rohweder, katharina Urmi-König.1975. Centrospermen-Studien: Beiträge zur Morphologie, Anatomie und systematischen Stellung von Gymnocarpos Forsk. und Paronychia argentea Lam. (Caryophyllaceae), vol. 8 (Estudios Centrospermáticos: Contribuciones a la morfología, anatomía y posición sistemática de Gymnocarpos Forsk. y Paronyquia argentea Lam. (Caryophyllaceae), v. 8). 35 p.
- reinmar Grimm, nicolaus Peters, otto Rohweder. 1977. Vorstudie zu einem ökologischen Gesamtlastplan für die Niederelberegion (Estudio preliminar en un plan ambiental para la carga total del Bajo). Ed. Pressestelle d. Univ. Hamburg. 130 p.
- 1981.  Ökodilemma. 47 pp.
- otto Rohweder, peter k. Endress. 1991. Samenpflanzen. Morphologie und Systematik der Angiospermen und Gymnospermen. 391 p. ISBN 3-13-634101-5.

## Honores

### Eponimia
- (Bromeliaceae) Greigia rohwederi L.B.Sm.[2]

- La abreviatura «Rohweder» se emplea para indicar a Otto Rohweder como autoridad en la descripción y clasificación científica de los vegetales.[3]